# 薩德伯里
薩德伯里（英語：Sudbury）是倫敦西北部的地區，坐落於布倫特倫敦自治市和哈洛倫敦自治市之間。薩德伯里是溫布利足球俱樂部的主場，並且也是1948年奧運會曲棍球比賽預賽的舉辦場地。